# Eugagrella carli
Eugagrella carli is een hooiwagen uit de familie Sclerosomatidae.